# 1854 aux États-Unis
Pour des articles plus généraux, voir Chronologie des États-Unis et 1854.
Chronologie des États-Unis
- 1850
- 1851
- 1852
- 1853
- 1854
- 1855
- 1856
- 1857
- 1858

Cette page concerne des événements d'actualité qui se sont produits durant l'année 1854 du calendrier grégorien aux États-Unis.

## Gouvernement
- Président : Franklin Pierce Démocrate
- Vice-président : vacant
- Secrétaire d'État : William L. Marcy
- Chambre des représentants - Président : Linn Boyd Démocrate

## Événements

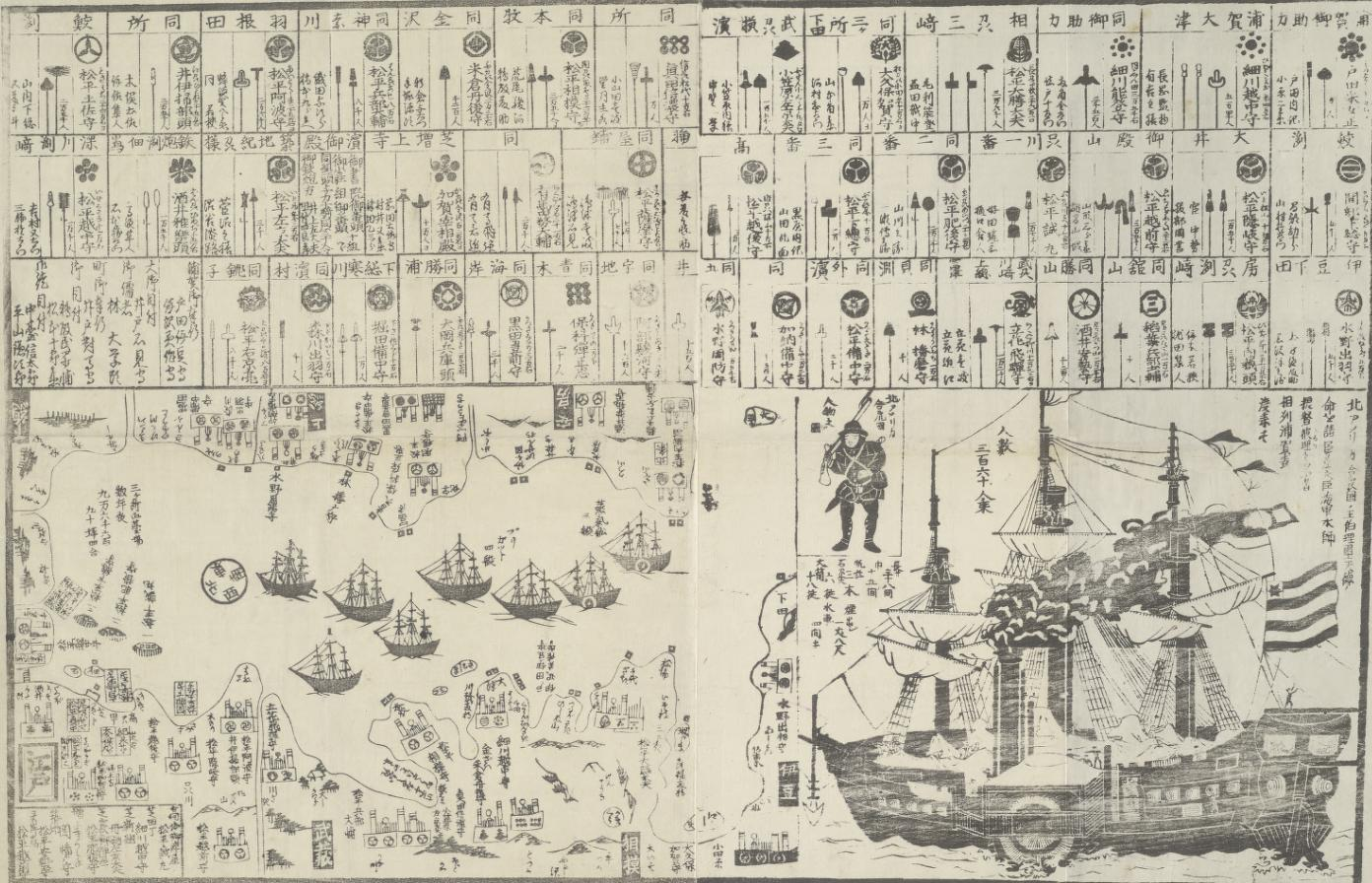
Représentation japonaise de 1854 des « navires noirs » de Matthew Perry

- Février : Matthew Perry retourne au Japon avec deux fois plus de navires qu'en juillet 1853. L'escadre de Perry, les « bateaux noirs », est constituée cette fois-ci d'autant de bâtiment américains qu'européens (britanniques, français, néerlandais et russes).
- 13 février : les troupes mexicaines forcent William Walker et ses troupes à retraiter vers le Sonora.
- 14 février : le Texas est lié par le télégraphe avec le reste des États-Unis, quand un raccordement entre La Nouvelle-Orléans et Marshall est accompli.
- 15 février : la Horseshoe Curve est ouverte. La Horseshoe Curve est une célèbre courbe ferroviaire en fer à cheval située près d'Altoona en Pennsylvanie. Elle a été construite par la compagnie PRR afin de traverser les Allegheny Mountains.
- 28 février : création du Parti Républicain (abolitionniste) à Ripon dans le Wisconsin. Il regroupe les anciens whigs, Free Soilers et démocrates antiesclavagistes qui sont opposés à l'acte Kansas-Nebraska.
- 31 mars : traité de Kanagawa. Ouverture des ports du Japon aux États-Unis.

- 30 mai :

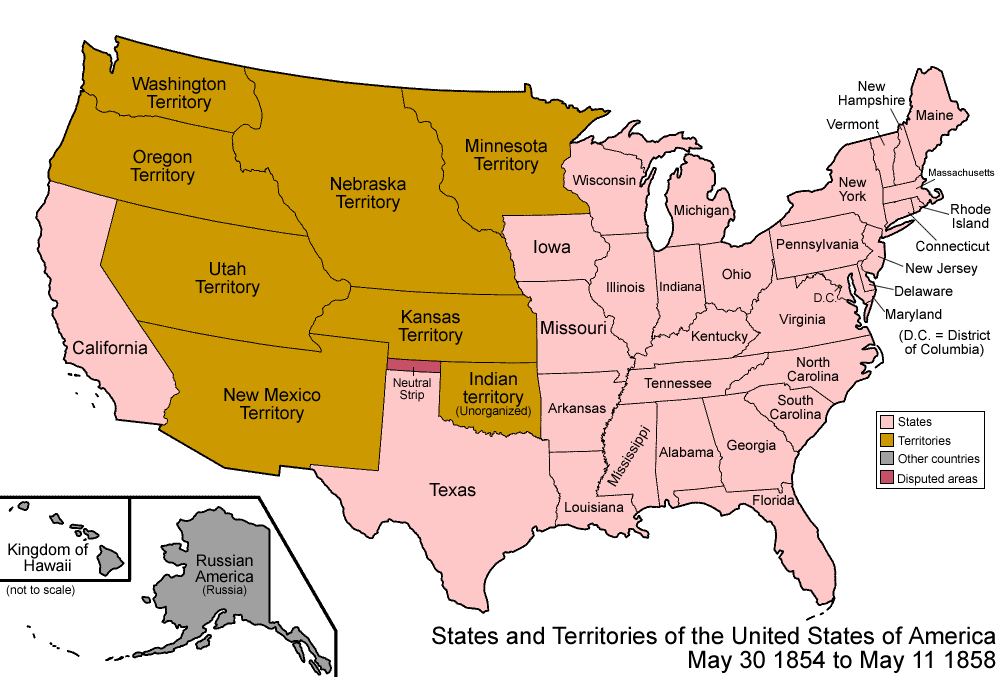
30 mai 1854 - 11 mai 1858

  - Le Territoire du Kansas et le Territoire du Nebraska sont organisés ; le reste demeure non-organisé et deviendra informellement connu comme le Territoire indien[1]. Le Territoire du Kansas est formé de l'actuel Kansas et de l'est du Colorado. Le Territoire du Nebraska est constitué de l'actuel Nebraska et de parties du Colorado, du Montana, du Dakota du Nord, du Dakota du Sud et du Wyoming. Le Territoire Indien correspond à l'est de l'Oklahoma.
  - La loi sur le Kansas et le Nebraska (le peuple décidera du sort de l’esclavage) annule le compromis du Missouri, qui fixait la limite nord de l’esclavage à 36°30’.
- 5 juin : traité de réciprocité entre les États-Unis et le Canada, qui expire en 1866 du fait des États-Unis.
- 10 juin : la première promotion de l'Académie navale d'Annapolis comporte 50 marins.
- 6 juillet : première convention du Parti Républicain à Jackson dans le Michigan.
- 13 juillet : intervention américaine au Nicaragua (San Juan del Norte) : le village de Greytown est détruit pour venger une offense faite au ministre-résident américain en poste au Nicaragua le 15 mars.
- 18 août : épisode de la vache du mormon. Une vache appartenant à un mormon, s'échappe et dévaste un camp des Sicangus (Brûlés) : elle est abattue par un Sicangu. Les soldats de Fort Laramie exigent que le responsable soit livré, et devant le refus du chef Ours Conquérant, canonnent le village, avant d'être vaincus par une charge des guerriers sicangus. Le lieutenant Grattan et ses 29 soldats sont massacrés le 19 août.
- 27 septembre : Naufrage du paquebot Arctic au large de Terre-Neuve.

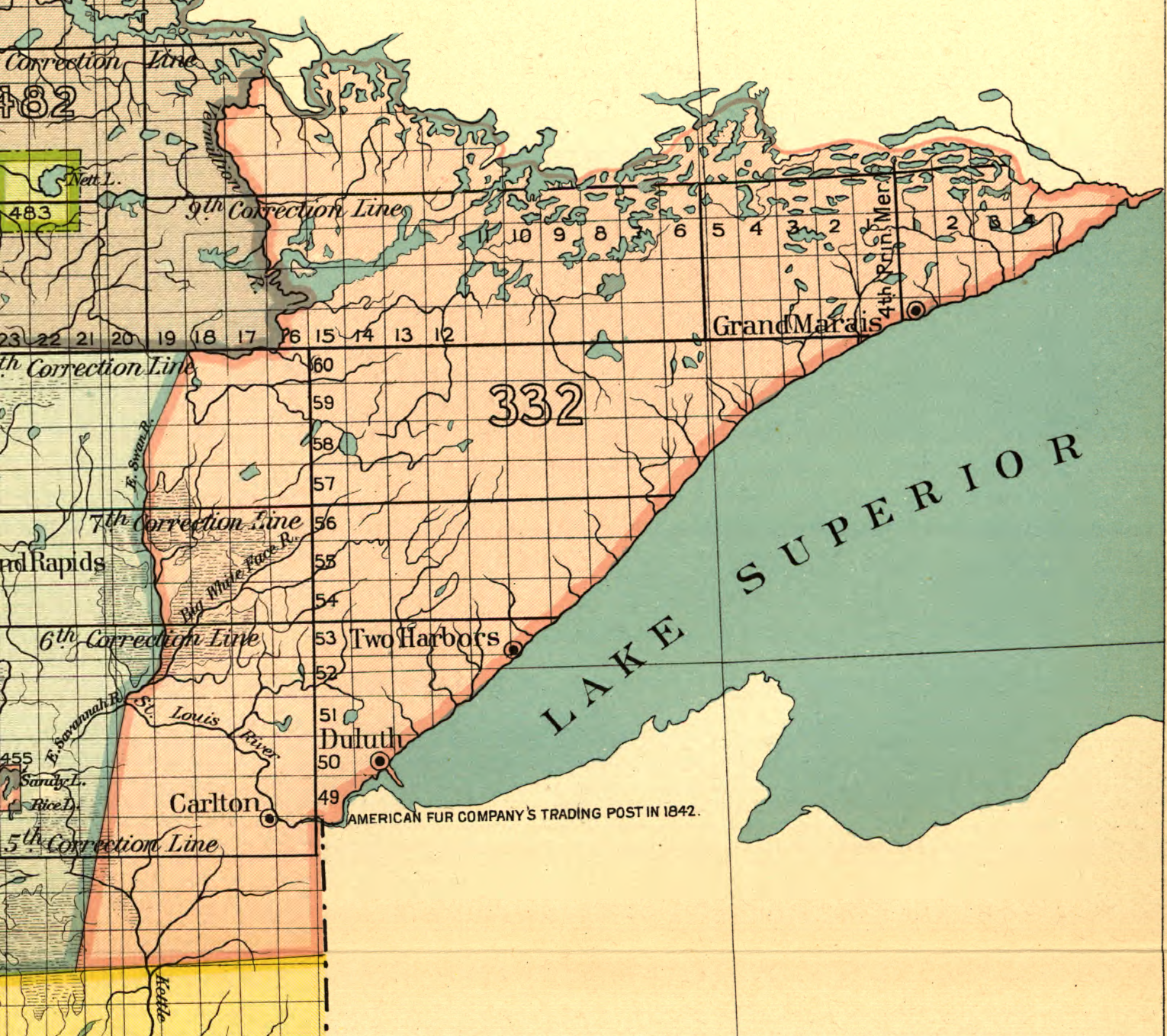
Terres cédées en 1854 par le Traité de La Pointe, (indiqué "332" (rose) sur la carte).

- 30 septembre : second Traité de La Pointe cédant l'ensemble des territoires amérindiens de la région du lac Supérieur. En échange, la Nation Ojibwé est parquée dans plusieurs réserves indiennes sur différents États (Michigan, Minnesota et Wisconsin).
- 1er octobre : la manufacture horlogère fondée en 1850 à Roxbury, Mass., par Aaron Lufkin Dennison s'établit définitivement à Waltham dans le Massachusetts et devient la Waltham Watch Company.
- 8 octobre : ouverture à Ostende (Belgique) d'une conférence diplomatique entre l'Espagne et les États-Unis au sujet de l'achat par ces derniers de l'île de Cuba. Elle se poursuit jusqu'au 11 à Ostende, puis jusqu'au 18 à Aix-la-Chapelle (Allemagne).
- 15 novembre : traité entre les États-Unis et les Rogue River, qui peuplent l’Oregon[2].
- Novembre : à la suite de l'épisode de la vache du mormon du 18 août, en représailles, les Américains attaquent le village du chef Petit Orage, tuent ou mutilent 136 Indiens, et font 70 prisonniers. Malgré la reddition de Petit Orage, ils sont retenus deux ans.
- Benjamin Silliman est le premier à réaliser l'analyse du pétrole par distillation.
- James Ambrose Cutting élabore l’ambrotype, un procédé photographique qui concurrence le daguerréotype en raison de la rapidité d'obtention des images (2 à 4 secondes) et de son prix de revient peu coûteux.
- Fondation du Philadelphia Cricket Club.
- Fondation de l'Université Hamline à Saint-Paul (Minnesota).
- Plus de 460 000 émigrants européens aux États-Unis.

## Naissances
- 10 mars : Florence Carpenter Ives, journaliste américaine, morte le 20 décembre 1900.
- 11 mai : Albion Small, sociologue américain, directeur à partir de 1892 du premier département de sociologie jamais créé, à l'université de Chicago, mort en 1926.
- 21 mai : John Frederick Peto, peintre.
- 12 juillet : George Eastman, industriel américain, qui a lancé sur le marché le premier appareil photographique de sa conception sous la marque Kodak, mort le 14 mars 1932.
- 6 novembre : John Philip Sousa, compositeur, chef d'orchestre et militaire américain, mort le 6 mars 1932.

## Décès
- 15 décembre : Kamehameha III, (né Kauikeaouli), (°11 août 1813?), roi du royaume d'Hawaii de 1824 à 1854.
- 4 février : George Watterston, (°23 octobre 1783), bibliothécaire de la Bibliothèque du Congrès des États-Unis de 1815 à 1829.

#### Articles généraux
- Histoire des États-Unis de 1776 à 1865
- Évolution territoriale des États-Unis
- Ruée vers l'or en Californie
- Bleeding Kansas

#### Articles sur l'année 1854 aux États-Unis
- Traité de La Pointe
- Traité de réciprocité canado-américain
- Croisade du Kansas